# امپراتور و آدم‌کش
امپراتور و آدم‌کش (انگلیسی: The Emperor and the Assassin) فیلمی چینی در سبک تاریخی و رمانتیک به کارگردانی چن کایگه است که در سال ۱۹۹۸ منتشر شد. از بازیگران آن می‌توان به گونگ لی و چن کایگه اشاره کرد.